# Physcomitrellopsis africana
Physcomitrellopsis africana är en bladmossart som beskrevs av H. A. Wager, Brotherus och Hugh Neville Dixon 1922. Physcomitrellopsis africana ingår i släktet Physcomitrellopsis och familjen Funariaceae. Inga underarter finns listade i Catalogue of Life.